# NGC 1560
NGC 1560 este o galaxie spirală situată în constelația Girafa. A fost descoperită în 1 august 1883 de către Ernst Wilhelm Tempel. Se află la o distanță de 2,99 megaparseci de Pământ.